# Fatima Whitbread
Fatima Whitbread (* 3. März 1961 in Stoke Newington) ist eine ehemalige britische Leichtathletin in der Disziplin Speerwurf, Welt- und Europameisterin sowie Olympiateilnehmerin.
Whitbread wurde als Kind einer zyprisch-türkischen Mutter und eines zyprisch-griechischen Vaters geboren und verbrachte eine schwierige Kindheit. Als Säugling wurde sie von der Mutter in einem Appartement zurückgelassen und von einem Nachbarn gefunden, der die Behörden einschaltete. Die folgenden vier Monate verbrachte sie wegen Unterernährung in einem Krankenhaus und kam anschließend in ein Kinderheim. Bis zum Alter von fünf Jahren befand sie sich im Kinderheim in Hertfordshire. Im Anschluss daran kam sie wieder zu ihrer leiblichen Mutter nach Ockingdon in der Grafschaft Essex. Da sie vom Freund ihrer Mutter sexuell missbraucht wurde, kam sie erneut in ein Kinderheim. Im Alter von elf Jahren begann sie mit dem Training im Speerwurf. Mit 14 Jahren wurde sie von der ehemaligen Speerwerferin Margaret Whitbread (geb. Callender) adoptiert.
Fatima Whitbread war in ihrer Karriere Anfang der 1980er Jahre die direkte Konkurrentin zu Tessa Sanderson. Bei ihrer ersten Weltmeisterschaftsteilnahme 1983 in Helsinki wurde sie mit dem letzten Wurf von der Finnin Tiina Lillak geschlagen. Bei den Leichtathletik-Europameisterschaften 1986 in Stuttgart und den Leichtathletik-Weltmeisterschaften 1987 in Rom gewann sie Goldmedaillen. Im gleichen Jahr wurde sie zur BBC Sports Personality of the Year, zum Sportler des Jahres in Großbritannien, gewählt.
Ihr bester Wurf von 77,44 m bei den Europameisterschaften 1986 wurde bis 1999 von keiner britischen Athletin übertroffen, 1999 wurde dann der neue Speer eingeführt.
1984 gewann sie bei den Olympischen Spielen in Los Angeles die Bronzemedaille hinter ihrer Landsmännin Tessa Sanderson (Gold) und Tiina Lillak (Silber).
1988 erreichte Whitbread olympisches Silber bei den Olympischen Spielen in Seoul hinter Petra Felke (Gold), damals DDR, und vor Beate Koch (Bronze), ebenfalls DDR.
Mehrere Verletzungen zwangen sie 1990 zur vorzeitigen Aufgabe ihrer bisherigen Karriere, jedoch ist sie weiterhin in der Leichtathletik tätig. Heute ist sie verheiratet, hat einen Sohn und lebt in Shenfield, Essex.
2011 nahm sie an der elften Staffel der britischen Fernsehshow I’m a Celebrity…Get Me Out of Here! teil.

## Veröffentlichung
- Fatima: The Autobiography of Fatima Whitbread. 1982, ISBN 074740321X